# Gaston Zvi Ickowicz
Gaston Zvi Ickowicz (hebr. ‏גסטון צבי איצקוביץ‎) (ur. 1974 w Buenos Aires) – izraelski artysta plastyk, fotograf.

## Życiorys
W 1980 razem z rodziną zamieszkał w Izraelu. W latach 1997–2000 uczył się w The Naggar school of Photography, Media, New Music, Visual Comm. and Phototherapy w Moraszy, dzielnicy Jerozalimy. Naukę kontynuował w Akademii Sztuk Pięknych i Wzornictwa Besaleela, którą ukończył w 2008. Prace Ickowicza znajdują się w stałych zbiorach Muzeum Sztuki w Tel Awiwie, Muzeum Hajfy, Muzeum Sztuki w Aszdodzie oraz w kolekcjach prywatnych.

## Twórczość
Ickowicz zajmuje się głównie wideo i fotografią, koncentrując się na interakcji między ludźmi a krajobrazem w kontekście społeczno-politycznym. Jego prace podejmują dialog ze sferą izraelską i dotykają niektórych zawartych w niej konfliktów. Interesuje go, w jaki sposób akt fotograficzny może przekształcić pejzaż, który można rozpatrywać jedynie jako obraz statyczny, w miejsce o jakości dynamicznej, co pozwala mu badać różne komponenty tożsamości krajobrazu.
Ickowicz utrwala widoki i ślady, które pozostały po różnych wydarzeniach tj. wypalone ognisko, pole spalone podczas bombardowania wojskowego, burza piaskowa na pustyni, skały użyte do utworzenia blokady drogowej czy ruiny starożytnej osady. Gaston Zvi Ickowicz dokumentuje ślady różnych procesów i wydarzeń, które miały miejsce w przeszłości i są ukierunkowane na eksplorację definicji pamięci, historii i kultury ujawnianych poprzez znaki uchwycone przez kamerę.
Podróże, podczas których powstają te obrazy, są również związane z bardziej ogólnym stanem egzystencjalnym, który wiąże się z poszukiwaniem korzeni i poczucia przynależności. W tym kontekście pojęcie czasu zostaje rozszerzone: nieuchronnie uchwycona w tych pracach teraźniejszość, czyli „tu i teraz”, jest postrzegana w odniesieniu do osi chronologicznej, która nieustannie odbija się echem w przeszłości.